# Aeroporto Internacional Logan
O Aeroporto Internacional de Boston Logan (em inglês:  General Edward Lawrence Logan International Airport) é o aeroporto de Boston, em Massachusetts, o décimo quinto mais movimentado dos Estados Unidos em voos internacionais e nacionais e o sétimo em voos internacionais.
Serve como focus city às empresas AirTran Airways, American Airlines, JetBlue Airways  e US Airways sendo destinados principalmente aos Estados Unidos, Canadá, Cabo Verde, Caribe, Europa e México.
Boston é uma cidade-foco da companhia JetBlue Airways. A Delta Air Lines e a US Airways realizam muitas operações no aeroporto, e todas as principais companhias aéreas possuem voos para Boston ou a maioria dos seus centros primários e secundários. É também um destino de muitas das principais companhias aéreas europeias. O aeroporto também é um centro para a companhia aérea Cape Air. O aeroporto tem voos para destinos nos Estados Unidos, assim como no Canadá, Caribe, Cabo Verde (para imigrantes em Massachusetts e Rhode Island), Açores (para imigrantes em Massachusetts e Rhode island), Europa, México e Ásia.

## Voos para o Brasil

### Latam Airlines Brasil
Em 17 de outubro de 2017 a empresa demonstrou interesse em voar entre São Paulo (Guarulhos) e Boston, a partir de 2018. Em 14 de novembro de 2017 a Latam Airlines Brasil anunciou voar de São Paulo (Guarulhos) para Boston, com início em 01 de julho de 2018, com quatro frequências semanais.  